# آموس ساسي
آموس ساسي (بالعبرية: עמוס סאסי‏) هو لاعب كرة قدم إسرائيلي في مركز الدفاع، ولد في 29 يناير 1979 في إسرائيل. شارك مع منتخب إسرائيل تحت 21 سنة لكرة القدم. أما مع النوادي، فقد لعب مع بوروسيا دورتموند ب وبوروسيا دورتموند ومكابي حيفا ومكابي نتانيا.